# Апостол Керамитчиев
Апостол Керамитчиев (на македонска литературна норма: Апостол Керамитчиев) е филолог и археолог от Република Македония.

## Биография
Роден е в българското костурско село Габреш, Гърция. Завършва гимназия в Костур, а след това следва класическа филология, археология и история в Солун и София.
Взима участие в Комунистическата съпротива във Вардарска Македония. В периода 1957 - 1979 година работи в Археологическия музей в Скопие. Керамитчиев изследва рударството и металургията на Македония. Автор е на множество научни трудове.
Керамитчиев умира в 1997 година в Скопие.